# Bulu Cina (Hamparan Perak)
Bulu Cina is een bestuurslaag in het regentschap Deli Serdang van de provincie Noord-Sumatra, Indonesië. Bulu Cina telt 13.183 inwoners (volkstelling 2010).